# Zelendoł
Zelendoł (bułg. Зелендол) – wieś w Bułgarii, w obwodzie Błagoewgrad, w gminie Błagoewgrad. Według danych szacunkowych Ujednoliconego Systemu Ewidencji Ludności oraz Usług Administracyjnych dla Ludności, 15 marca 2018 roku miejscowość liczyła 211 mieszkańców.